# پائولین دوکروه
پائولین گریس دوکروه (فرانسوی: Pauline Grace Maguy Ducruet‎؛ زادهٔ ۴ مهٔ ۱۹۹۴) شیرجه‌رو اهل موناکو است.
وی بزرگترین دختر شاهدخت استفانی موناکو می‌باشد. پائولین نوه دختری رینیه سوم، شاهزاده موناکو و خواهرزاده آلبرت دوم، شاهزاده موناکو می‌باشد.
وی عضو کاروان ورزشی موناکو در بازی‌های المپیک تابستانی جوانان ۲۰۱۰ در سنگاپور بود.